# Station Montreuil-sur-Thérain
Station Montreuil-sur-Thérain is een spoorwegstation in de Franse gemeente Montreuil-sur-Thérain.